# La roncadora
Sa roncadora és una esquerda marina situada a la zona de Tamariu, al municipi de Palafrugell, dins la Costa Brava fa uns 46 metres i connecta la part alta del cingle amb el mar. És una formació natural que s’ha creat amb el temps per l’efecte del mar i té una estructura bastant particular. A la part superior, l’esquerda fa 27 metres de llargada i uns 6 metres d’amplada màxima. Té forma d’embut i es va fent més estreta a mesura que baixa cap a l’aigua. Algunes zones són tan estretes que no s’hi pot passar, però en altres punts s’obre fins a gairebé 2 metres. Del llavi inferior fins al nivell del mar, hi ha una caiguda de 17 metres.
Per la part inferior, entrant des del mar, la fondària pot arribar als 12,5 metres. Allà hi ha una roca que talla parcialment el pas, però es pot superar tant per sobre com per sota, ja que només puja un metre cap amunt. Un cop passada la roca, es pot avançar uns 13 metres més dins l’esquerda. Aquesta galeria comença sent molt estreta, després s’eixampla fins a 1,6 metres, però al final es torna a estrènyer fins a només 20 centímetres.
Segons les observacions fetes fins ara, es creu que la cova podria continuar per sota l’aigua amb més amplada, però no hi ha constància que aquesta zona hagi estat explorada.

## Etimologia
El nom Sa roncadora ve del verb roncar, que vol dir fer un soroll fort i seguit, com un ronc. Es diu que l’esquerda fa aquest soroll quan les onades entren i surten amb força, sobretot quan el mar està mogut. El so sembla un ronc i per això li van posar aquest nom.

## Ubicació i accés
Es pot localitzar a prop de la Cala Marquesa, entre Tamariu i Aigua Xelida. Per arribar, es pot seguir el camí de ronda que surt des de la platja de Tamariu i passa per diversos punts d'interès com Aigua Xelida.
L'accés a Sa roncadora es pot fer caminant seguint aquest camí de ronda. També és possible arribar-hi des del mar, utilitzant embarcacions petites com caiacs o barques, ja que hi ha punts d'avarada propers com la Cala Marquesa, situada a uns 162 metres .
És important tenir en compte que l'accés pot ser complicat en alguns trams, sobretot si es fa a peu, ja que el camí pot ser estret i amb desnivells. Hi han poques senyals específiques que indiquin la ubicació exacta. Es recomanable utilitzar rutes traçades o aplicacions de senderisme per orientar-se.

## Importància natural
Sa roncadora es troba en una zona de la Costa Brava amb molta biodiversitat marina. A l’interior i a prop de l’esquerda hi ha diferents espècies de peixos, mol·luscs i altres animals marins que viuen entre les roques. També hi ha algues i plantes submarines que fan que el fons sigui bastant ric.
Tot i que no està dins d’un parc natural protegit, forma part d’un entorn de costa que té interès biològic i paisatgístic. És un lloc conegut i visitat tant per gent de la zona com per persones que fan caiac, snorkel, busseig o excursionistes.

## Llegendes o curiositats
Sa roncadora és coneguda per un fenomen natural que es produeix durant els dies de fort onatge, especialment amb vent. Les onades impacten amb força contra les roques i s'enfilen per l'esquerda, expulsant l'aigua cap a l'exterior en forma de columna, semblant a un guèiser, que pot arribar fins als cinc metres d'alçada. Aquest efecte, acompanyat d'un so profund i continu, recorda un ronc, d'aquí el nom.
Aquest espectacle natural atrau habitualment residents de Palafrugell i visitants que s'apropen per observar el fenomen. Per garantir la seguretat, s'ha instal·lat una barana al mirador proper a l'esquerda.
A més, Sa roncadora ha estat protagonista en mitjans de comunicació, com en un reportatge del programa Espai Terra de TV3, on es mostra aquest fenomen en acció.
Vídeo: https://www.3cat.cat/3cat/sa-roncadora/video/5639204/

## Activitats i ús actual
Sa roncadora és un lloc conegut entre la gent que fa snorkel i busseig a la zona de Tamariu. Tot i que no és un punt de busseig oficial, alguns submarinistes i snorkelers s'hi apropen per explorar les seves aigües clares i les formacions rocoses.
A més, és un lloc popular per fer fotos i vídeos, especialment quan el mar està mogut i es produeix el fenomen del "guèiser" que dona nom a l'esquerda.
Cal tenir en compte que, en dies de mala mar o amb onatge fort, pot ser perillós acostar-se a l'esquerda, ja que les onades poden ser molt fortes i imprevisibles. Per això, és recomanable visitar-la amb precaució i evitar apropar-s'hi en condicions meteorològiques adverses.